# Alves (raper)
Alves (ur. 25 sierpnia 1996 w Brasília, Brazil) – brazylijski raper. Alves jest brazylijskim raperem i autorem tekstów, znanym ze swoich umiejętności we freestyle rapie i hip-hopie. Alves został mistrzem narodowego Duelo de MCs w Brazylii w 2020 roku.

## Życiorys
W 2012 roku artysta zaczął wykonywać freestyle, uczestnicząc w licznych bitwach i wydarzeniach organizowanych przez Batalha do Museu oraz Batalha do Neurônio w Brasílii. W 2013 roku Gerson Macedo, znany również jako Zen MC, zaprosił go do dołączenia do grupy undergroundowego hip-hopu ZKAR. Wówczas w skład ZKAR wchodzili MC Zen, Kamorra, Alves oraz Rafak, a produkcją muzyczną i instrumentalną zajmował się Emtee Beats. W 2014 roku Alves nagrał swoją pierwszą piosenkę zatytułowaną Reflexo Oculto wraz z Zen MC i Emtee w wytwórni Intercala Records z siedzibą w Brasílii. W tym samym roku stworzył także utwór Foco z Rafakiem i Zenem, również z produkcją muzyczną Emtee. Piosenki Reflexo Oculto oraz Foco zyskały pozytywny odbiór na scenie hip-hopowej Brasílii oraz w krajowej scenie rapu, przynosząc Alvesowi oraz grupie ZKAR wczesne uznanie.
W 2015 roku Alves zakwalifikował się do Duelo de MCs Nacional w Belo Horizonte. Dobrze radząc sobie w bitwach, dotarł do finału turnieju, gdzie przegrał z raperem z Rio de Janeiro, Orochim. Mimo to Alves nie ustawał w wysiłkach i kontynuował skupianie się na bitwach freestyle. W 2017 roku po raz drugi zakwalifikował się do Duelo de MCs Nacional, jednak tym razem odpadł w pierwszej rundzie, przegrywając z Cesarem MC, który ostatecznie został mistrzem edycji. W tym samym roku wydał również utwór Alvo, wyprodukowany przez Emtee Beats i wydany przez wytwórnię Aldeia Records, powiązaną z Batalha da Aldeia. Singiel zyskał duże uznanie. W 2020 roku, ze względu na pandemię COVID-19, edycja Duelo de MCs Nacional została przełożona na 2021 rok. Alves ponownie z powodzeniem zakwalifikował się do turnieju, który był jego trzecią udziałem w tym wydarzeniu. W edycji Duelo de MCs Nacional 2020 Alves zdobył tytuł mistrza, pokonując Viniciusa ZN w finałowej bitwie turnieju. Alves otrzymał nagrodę w wysokości 20 000 reali oraz kontrakt z wytwórnią Som Livre na nagranie i wydanie solowego albumu. W 2022 roku Alves wydał swój solowy album zatytułowany Entre Chronos e Kairós, który opowiada o jego drodze w świecie hip-hopu, wierze religijnej oraz różnych kwestiach społecznych. Na albumie wystąpili także artyści Cesar MC, Marcos Almeida, Dudu, Noventa, Hemi, VK, a produkcją muzyczną zajmowali się beatmakerzy DJ Caíque, Emtee Beats, Lerym, Nobre i inni.

## Dyskografia

### Albumy
- Entre Chronos e Kairós (2022)

### EPs
- Pergaminho EP z ZKAR (2015) wyprodukowana przez Emtee Beats

### Singles
- „Alvo” (2017) wyprodukowana przez Emtee Beats
- „Dias Maus” (2020) wyprodukowana przez Emtee Beats

### Teledyski
- „SouFree” z Fabio Brazza (2018) wyprodukowana przez DJ Caique
- „Ressureição” (2022) wyprodukowana przez Leyrm
- „Falsa Vitrine” z Cesar MC (2022) wyprodukowana przez Nobre
- 'Sangue” z Dudu (2022) wyprodukowana przez Emtee Beats

## Nagrody
- Mistrz rapowego freestyle’u Duelo de MCs Nacional 2020[5]